# Иммензее
Иммензе (нем. Immensee) — населённый пункт в Швейцарии, в кантоне Швиц. Расположен на берегу Цугского озера.
Входит в состав округа Кюснахт. Находится в составе коммуны Кюснахт. Население составляет 1998 человек (на 31 декабря 2005 года).